# Anthurium curtispadix
Anthurium curtispadix är en kallaväxtart som beskrevs av Thomas Bernard Croat. Anthurium curtispadix ingår i släktet Anthurium och familjen kallaväxter. Inga underarter finns listade.